# 俞泽猷
俞泽猷（1932年—2023年8月18日），男，河北怀安人，中华人民共和国政治人物，曾任中国民主同盟中央委员会秘书长、副主席，第八、十届全国政协常务委员，第六、七、九届全国人大代表。

## 生平
1998年3月，第九届全国人大第一次会议上，他当选全国人民代表大会常务委员会委员。2002年12月19日，民主同盟举行九届一中全会，他当选为民盟中央主席。